# Tribeca (restaurant)
Tribeca is een restaurant in Heeze van chef-kok Jan Sobecki en gastvrouw Claudia Sobecki. De eetgelegenheid heeft sinds 2017 twee Michelinsterren.

## Locatie
Het restaurant is gevestigd in het Noord-Brabantse dorp Heeze, het pand dateert uit 1916. Begin 20e eeuw werd het gebouw gebruikt als woonhuis, daarna was er een antiekhandelaar gevestigd. Vanaf 1969 bood het pand plaats aan twee gerenommeerde restaurants, tot 2001 aan restaurant D'n Doedelaar. Daarna was tot 23 juli 2016 restaurant Boreas gevestigd in het gebouw.

## Geschiedenis

### Ontstaan
Chef-kok Jan Sobecki is geboren in Polen, op 3-jarige leeftijd kwam hij samen met zijn moeder naar Nederland. Hij deed in binnen- en buitenland ervaring op bij verschillende hoog aangeschreven restaurants. De eerste sterrenkeuken waar Sobecki in werkte was restaurant Boreas, de zaak die hij later in zijn carrière over zou nemen. Verder werkte Sobecki als souschef bij Craft in New York en drie sterrenrestaurant Pavillon Ledoyen in Parijs. Terug in Nederland was hij van 2006 tot 2016, eerst souschef en later chef-kok van Chapeau! in Bloemendaal. Hier behaalde Sobecki twee Michelinsterren.

### Opening
Samen met zijn vrouw Claudia Heuts, die hij kent sinds de hotelschool, maakt Jan Sobecki plannen om een eigen restaurant te beginnen. In 2016 werd bekend dat Boreas in Heeze de deuren zou sluiten. Claudia en Jan Sobecki toonden zich geïnteresseerd en namen het restaurant over. De verkoopsom is mede door crowdfunding gerealiseerd. Het restaurant werd naar wens van Jan en Claudia in korte tijd verbouwd en opende op 15 augustus 2016. Het restaurant is vernoemd naar TriBeCa, een wijk in de stad New York, waar Jan gewerkt heeft en Claudia altijd graag kwam.

### Erkenning
Op 12 december 2016, minder dan vier maanden na de opening, is bekendgemaakt dat Tribeca onderscheiden zou worden met twee Michelinsterren. In 2023 had het restaurant 19 van de 20 punten in de GaultMillau-gids.
De zaak kwam hoog binnen in de top 100 van de Nederlandse culinaire gids Lekker. In 2017 stonden zij op plaats 20 van beste restaurants van het land, vanaf 2020 stond Tribeca op wisselende plaatsen in de top vier achter onder meer De Librije en Brut172. De hoogste notering was de tweede plaats in 2023.

### Sluiting
In januari 2025 maakte Jan Sobecki bekend in 2026 een nieuw restaurant te openen op Landgoed De Wielewaal. Dit historische landgoed in Eindhoven, van ruim 200 hectare, was ooit eigendom van Anton Philips, de oprichter van Philips. Jan Sobecki kondigde daarbij aan dat restaurant Tribeca na de opening zal sluiten, tot die tijd blijft het geopend.